# Bosque nacional Sawtooth
El bosque nacional Sawtooth (en inglés: Sawtooth National Forest) es un área protegida federal que se extiende por 8540,52 km² en los estados de Idaho y parte de Utah. Es administrado por el Servicio Forestal de los Estados Unidos del Departamento de Agricultura de los Estados Unidos. Fue originalmente llamada reserva forestal Sawtooth en una proclamación emitida por el presidente Theodore Roosevelt el 29 de mayo de 1905. El 22 de agosto de 1972, una parte del bosque fue designado como Área de Recreación Nacional Sawtooth (SNRA, por sus siglas en inglés) que incluye el área silvestre Sawtooth, White Clouds, y las áreas silvestres de Hemingway-Boulders. El bosque se gestiona en cuatro zonas: SNRA, Fairfield, Ketchum, y Minidoka Ranger.
El bosque nacional se le nombró por la cordillera Sawtooth que atraviesa parte del área de recreación nacional Sawtooth. El bosque contiene también varias montañas, algunas son Albion, Black Pine, Pioneer, Soldier, White Cloud. así como el pico Hyndman, la novena montaña más alta de Idaho con 3660,34 m sobre el nivel del mar. En Sawtooth hay varios tipos de vegetación, la pradera alpina, la estepa Artemisia, bosques de abeto-pícea y más de 1100 lagos y 5600 km de ríos y arroyos. Las plantas y los animales que sólo se encuentran en Sawtooth y áreas adyacentes incluyen Castilleja christii, Cymopterus davisii, el piquituerto South Hills, y Cottus leiopomus.
El área donde se ubica el bosque fue habitada por primera vez alrededor de 8000 a. C. y por la tribu shoshón después de 1700 d. C.. Los primeros descendientes de europeos que emigraron del este de los Estados Unidos llegaron a la zona alrededor de la década de 1820; que eran principalmente exploradores, cazadores y buscadores de oro. Sawtooth dispone de instalaciones para la recreación, con cuatro zonas de esquí, canotaje de aguas bravas y de aguas tranquilas, caza, campamentos, y más de 1600 km de senderos para practicar senderismo, ciclismo de montaña, y el uso de vehículos todo terreno, incluyendo dos rutas de senderos del National Recreation Trails.

## Historia forestal

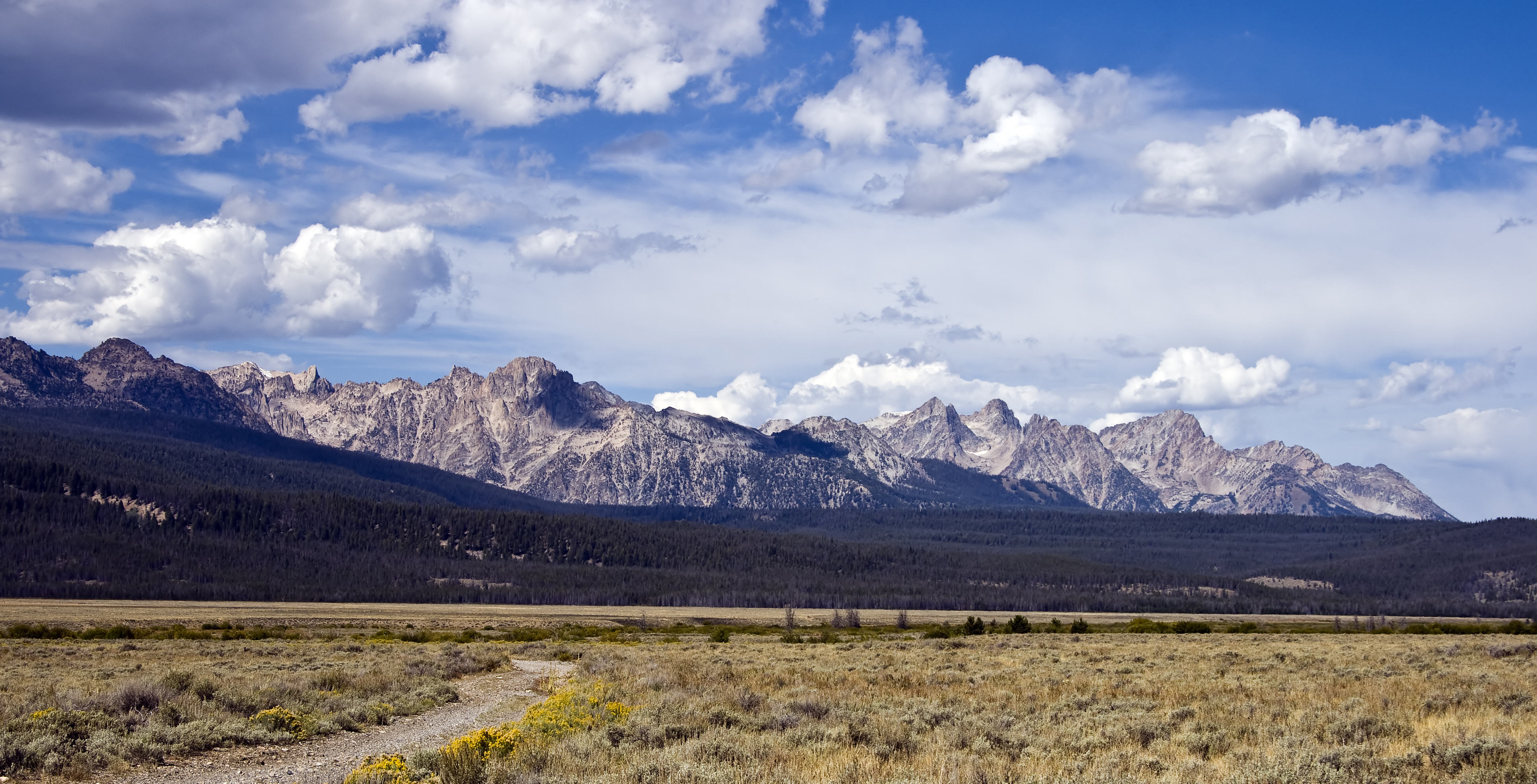
La cordillera Sawtooth al sur del valle del mismo nombre.

La Ley de la Reserva Forestal de 1891 permitió al presidente de los Estados Unidos la facultad de crear reservas forestales con el Departamento de Agricultura. Después de la aprobación de la Ley de Transferencia de 1905, las reservas forestales se convirtieron en parte del recién creado Servicio Forestal de los Estados Unidos del Departamento de Agricultura. El bosque nacional Sawtooth se creó como la Reserva Forestal Sawtooth por la proclamación del presidente Theodore Roosevelt el 29 de mayo de 1905. El área inicial del bosque era de 1 947 520 acres (3043,0 mi²), y debe su nombre a la Cordillera de Sawtooth en la parte noroeste del bosque.
El 6 de noviembre de 1906, el presidente Roosevelt anunció la incorporación de 1 392 640 acres (2176,0 mi²) a Sawtooth, que a su vez también constituye gran parte de los bosques forestales actuales de Salmon-Challis y Boise. Estas tierras se dividieron en bosques nacionales separados mediante una orden ejecutiva el 26 de junio y 1 de julio de 1908 respectivamente.: 12  El área del bosque se sometió a una serie de pequeños cambios en el siglo XX.: 13  El Distrito de Fairfield Ranger se estableció en 1906 y se fusionó con el distrito de Shake Creek Ranger en 1972 para formar el actual distrito de Fairfield. La Reserva Forestal de Cassia se estableció el 12 de junio de 1905 y la Reserva Forestal Raft River el 5 de noviembre de 1906. Los nombres de las reservas forestales se cambiaron a bosques nacionales, el 4 de marzo de 1907. Formado a partir de la consolidación de Cassia y Raft River, el bosque nacional Minidoka fue creado el 1 de julio de 1908, y después se añade el bosque nacional Sawtooth el 1 de julio de 1953.
En 1936, el senador demócrata de Idaho James P. Pope introdujo la primera legislación para establecer un parque nacional en Sawtooth. Bajo la propuesta de Pope, el parque habría sido de aproximadamente 48 km de largo y de 13−24 km de ancho. El resto de la delegación del Congreso de Idaho no apoyó la propuesta, que se produjo en un momento en que el Servicio Nacional de Parques estaba tomando una postura más orientada a la preservación y el proyecto de ley sucumbió. El 12 de octubre de 1937, el Servicio Forestal estableció el área de Sawtooth en la Cordillera del mismo nombre. Posteriormente, el bosque nacional Sawtooth empezó a desarrollar ampliamente las oportunidades de recreación, incluyendo nuevos lugares para acampar, senderos y caminos.
En 1960, el demócrata Frank Church, un senador de Idaho, introdujo por primera vez una legislación para el estudio de viabilidad del área para el estatus de parque nacional. Mientras Church permitió a la legislación del estudio de factibilidad sucumbir ese mismo año, introdujo un proyecto de ley en 1963 para crear el Parque nacional silvestre Sawtooth, que abarcaría principalmente el área de Sawtooth existente. Aunque el proyecto de ley de 1963 tampoco fue votado, Church admitió que no fue diseñado para pasar sino más bien para alentar a los estudios de viabilidad exhaustivos tanto por el Servicio Forestal y el Servicio de Parques. Un informe conjunto de 1965 elaborado por ambas agencias recomiendan ya sea un parque nacional administrado por el Servicio de Parques Nacionales o una zona de recreación nacional gestionado por el Servicio Forestal. En abril de 1966, Church presentó dos proyectos de ley, uno para establecer el parque nacional Sawtooth y otro para establecer el Área de Recreación Nacional Sawtooth (SNRA). El proyecto de ley SNRA fue patrocinado por el republicano Leonard B. Jordan, otro senador de Idaho, debido a que conserva la zona, mientras que también permite usos tradicionales como la tala, la caza y el pastoreo. La legislación no fue apoyada por los miembros de Idaho en la Cámara de Representantes de los Estados Unidos.

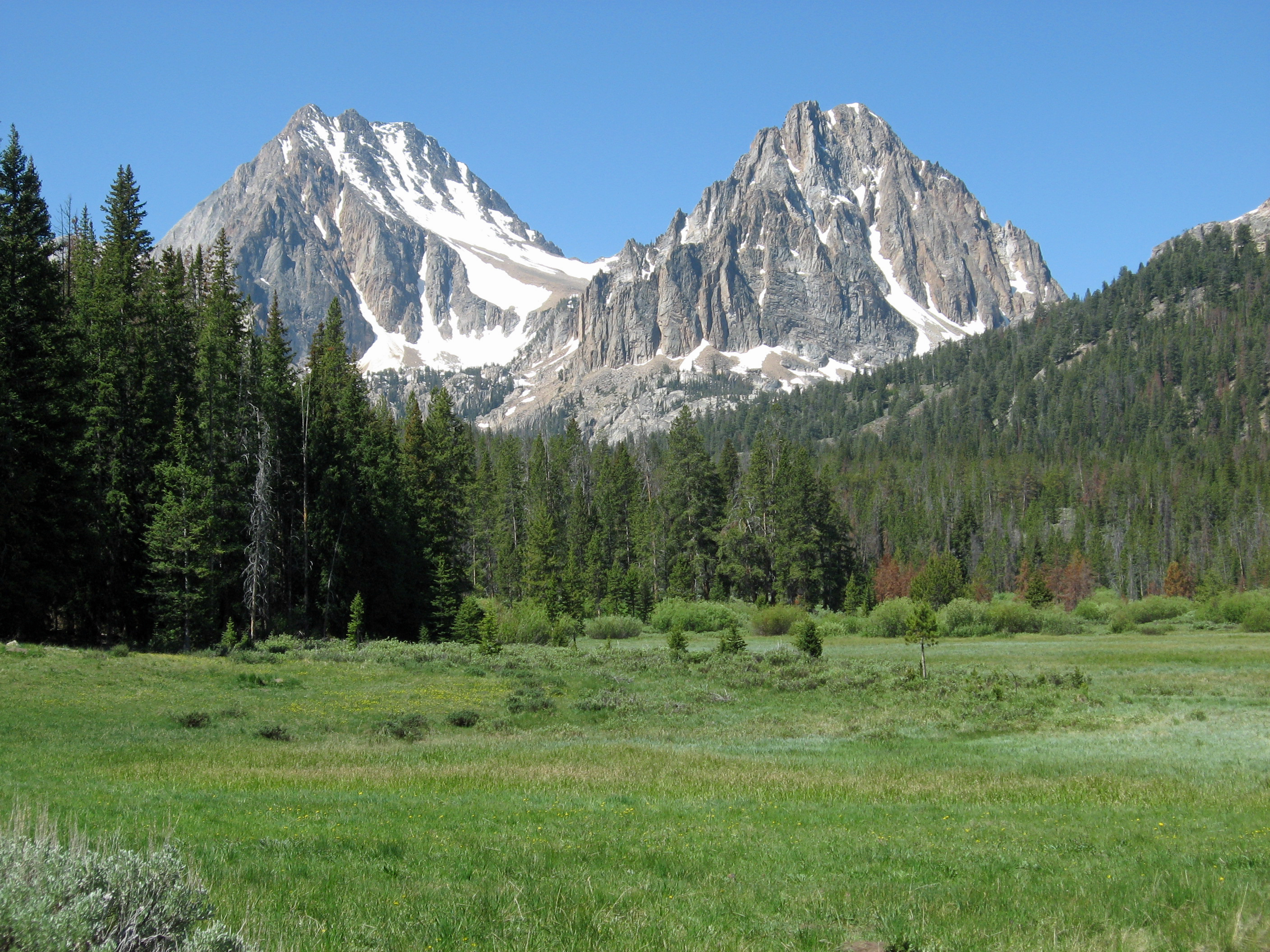
Castle (Izquierda) y Merriam (derecha) parte de la cordillera White Cloud.

En 1968, la American Smelting and Refining Company (ASARCO) descubrió un yacimiento de molibdeno en la base del Pico Castle, el pico más alto en la cordillera White Cloud. ASARCO presentó el papeleo con el Servicio Forestal para la construcción de carreteras y para permitir una mina a cielo abierto por debajo del pico Castle para la extracción del mineral. La mina propuesta habría sido 350 pies (106,7 m) de profundidad, 700 pies (213,4 m) de ancho, y 7000 pies (2133,6 m) de largo. Alrededor de 20 000 toneladas cortas (18 000 t) de material se habría procesado diariamente con 99,5 % ser depositado en pilas de residuos y estanques de sedimentación. ASARCO estima que la mina crearía 350 puestos de trabajo y un millón de dólares en impuestos por año, mientras que las carreteras abrirían oportunidades para una mayor exploración.
El Servicio Forestal no sería capaz de detener la minería y proteger la Cordillera White Cloud porque la Ley General de Minería de 1872 dio a los títulos mineros a cualquier persona que había localizado un filón o un placer. A nivel nacional, hubo oposición a la mina, mientras que en 1970 el gobernador republicano de Idaho Don Samuelson expresó su apoyo a la mina, diciendo que no era ASARCO, "quién va a demoler montañas. Ellos sólo van a cavar un agujero". También caracterizó al Pico Castillo como "nada más que artemisa en un lado y árboles ralos en el otro.". Samuelson perdió la reelección en 1970 contra Cecil D. Andrus, un demócrata y partidario de conservar el bosque que más tarde sirvió como Secretario del Interior de los Estados Unidos en la administración de Jimmy Carter. En marzo de 1971, la delegación del Congreso de Idaho, que incluía a los senadores Chuch, Jordan y los representantes republicanos James A. McClure y Orval H. Hansen, se unieron e introdujeron una legislación para crear el Área de recreación nacional Sawtooth (SNRA).
El 22 de agosto de 1972, la ley pública 22-400 tras pasar la Cámara de Representantes y el Senado convirtiéndose en ley por el presidente Richard Nixon estableció la SNRA que cubre 756 019 acres (1181,2796875 mi²), y se prohibió la minería. Esta legislación incluía White Cloud y la cordillera Boulder como parte del SNRA. Los 217 088 acres (339,2 millas) de Sawtooth de la zona se convirtió en el Área Silvestre Sawtooth (también en el SNRA) como parte del Sistema Nacional de Preservación de Áreas Salvajes de los Estados Unidos bajo la Ley de Áreas Salvajes de 1964.
El proyecto de ley original también autorizó 19.8 millones de dólares estadounidenses ($112 millones en la actualidad) para la adquisición de tierras y hasta $26 millones ($147 millones en la actualidad) para el desarrollo. El Área de recreación nacional Sawtooth (SNRA) se inauguró en un acto que tuvo lugar en las orillas del lago redfish el 1 de septiembre de 1972. Los distritos de Burley y Twin Falls se consolidaron el 16 de octubre de 2002 al distrito de Minidoka. El 7 de agosto de 2015 el presidente Barack Obama firmó el "Sawtooth National Recreation Area and Jerry Peak Wilderness Additions Act" para crear el área silvestre Hemingway-Boulders, el área del Pico Jim McClure-Jerry, y el área silvestre de White Clouds. que cubren un total de 111 558 ha del centro de Idaho, principalmente del bosque nacional.

## Administración
El bosque nacional Sawtooth es administrado por el Servicio Forestal de los Estados Unidos, una agencia dentro del Departamento de Agricultura, en cuatro zonas: Fairfield (170 260 hectáreas), Ketchum (130 124 ha), y Minidoka (244 474 ha), el distrito Ranger y el Área de Recreación Nacional Sawtooth (SNRA). El Distrito Minidoka Ranger se separa en las zonas Albion (38 000 ha), Black Pine (36 000 ha), Cassia (95 000 ha), Raft River (38 000 ha), y Sublett (36 000 ha).
Estaciones de guardabosques y campos de trabajo se encuentran por todo el bosque. La sede del SNRA y el principal centro de visitantes se encuentran al norte de la ciudad de Ketchum, mientras que hay una estación de guardabosques en Stanley y un centro de visitantes en el lago Redfish. Hay más de 10 000 ha de terrenos privados dentro del bosque, y están bordeados por los bosques forestales Boise y Salmon-Challis así como privadas, estatales, y de la Oficina de Administración de Tierras de tierras. La pradera nacional Curley es de 2,4 km de límite oriental de la División Sublett. Pequeñas porciones de la zona designada originalmente como del bosque nacional Sawtooth son gestionados por los bosques Boise y Salmon-Challis mientras que Sawtooth gestiona porciones de los bosques Boise y Salmon-Challis. El bosque nacional Sawtooth equilibra los intereses de los diferentes grupos, tales como aquellos interesados en la recreación, en la preservación, o en la extracción de recursos. La prácticas de la conservación de los recursos forestales, permiten en algunas zonas la producción de materias primas, tales como madera para la construcción y la pulpa de madera para productos de papel, junto con los usos recreativos, mientras que en otras áreas sólo se permite la recreación.: I-1  Además, la extracción de minerales a través de la minería, la exploración de petróleo y gas natural y la recuperación también se llevan a cabo, aunque en Sawtooth esto se ha vuelto menos común debido a un consenso para proteger el entorno natural.: I-17  Los arrendamientos que se ofrecen a los ganaderos son comunes para que el ganado y las ovejas puedan pastar en el bosque.: II-19  El bosque proporciona directrices y hace cumplir las regulaciones ambientales para asegurar que los recursos no están sobreexplotados y que las materias primas necesarias están disponibles para las generaciones futuras.: I-3 

### Áreas silvestres

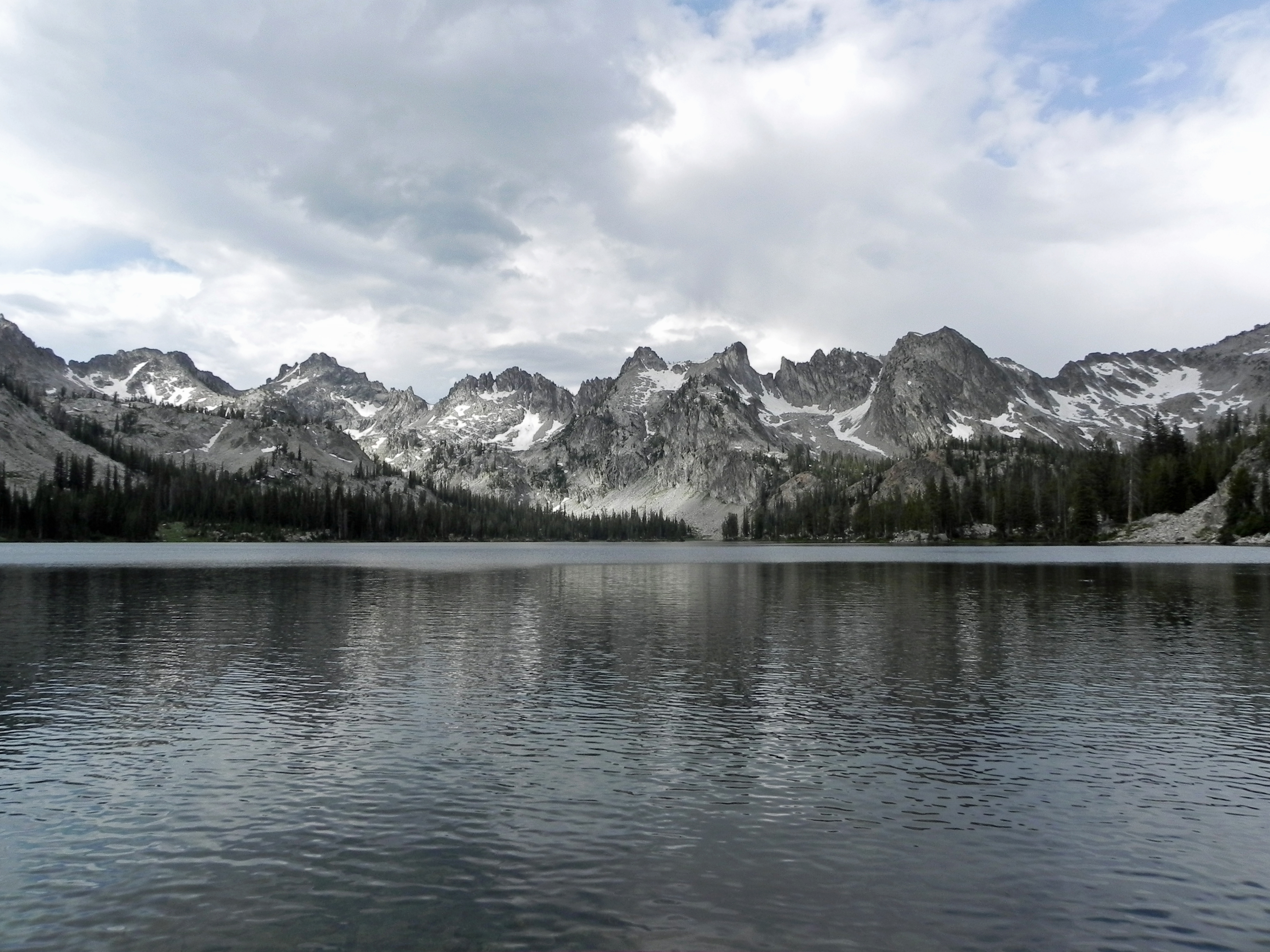
El lago Alice en el área silvestre Sawtooth.

El área silvestre Sawtooth fue designado originalmente como el Área primitiva de Sawtooth en 1937 antes de convertirse en parte del Sistema Nacional de Preservación de Áreas Salvajes en 1972 bajo la Ley de Áreas Salvajes. A pesar de que está totalmente gestionado por el bosque nacional de Sawtooth, solamente cerca de una cuarta parte (25,33 %) del área se encuentra dentro de la zona designada por el Congreso como bosque nacional de Sawtooth con la mayoría (69,13 %) se encuentra en el bosque nacional Boise y una parte relativamente pequeña (5,54 %) en el bosque nacional Salmon-Challis. De acuerdo con la Agencia de Protección Ambiental de Estados Unidos el área silvestre tiene uno de los aires más limpios de los Estados Unidos contiguos.
El área silvestre Hemingway-Boulders se encuentra dentro del Área de Recreación Nacional Sawtooth, mientras que 180 ha del área silvestre White Clouds se encuentra en el SNRA, con el resto administrado por la Oficina de Administración de Tierras (BLM, por sus siglas en inglés). El área silvestre Jim McClure-Jerry está fuera de la zona controlada por el bosque nacional Sawtooth pero parcialmente dentro del área designada como parte del bosque nacional Sawtooth y por lo tanto gestionado por BLM y el bosque nacional Salmon-Challis. El proyecto de ley de 2015 y anteriores fueron introducidos por el representante republicano Mike Simpson, mientras que se habían propuesto proyectos de ley antes de designar a 126 000 ha de tierras silvestres como parte de la polémica Ley de Desarrollo Económico y Recreación en Idaho Central. La ley habría abierto más de 200 000 ha adyacentes a las nuevas áreas silvestres para la utilización de vehículos motorizados, dando 2304 ha de tierras públicas a los municipios locales y establecido una política de "cero pérdida neta" de senderos motorizados.
Antes de la designación de las áreas silvestres de 2015, las montañas Boulder y White Cloud eran parte de la mayor área desprotegida sin caminos en los Estados Unidos fuera de Alaska. Ante la falta de acción del Congreso que designara a la región de Boulder y White Cloud como área silvestre, el área había sido estudiada para su posible protección como monumento nacional por proclamación presidencial bajo la Ley de Antigüedades. El ex Secretario del Interior de los Estados Unidos Dirk Kempthorne inicialmente estudió la zona para su estado como monumento nacional pero no lo recomendó porque la acción del congreso parecía probable. El proyecto de ley de 2015 fue aprobada después de recibir una mayor atención cuando el presidente Obama indicó que designaría un monumento nacional en el área si el proyecto de ley no fuera aprobada. Además, otras grandes áreas de bosque son partes de los espacios naturales propuestos mediante la Ley de Protección de los Ecosistemas del norte de las Montañas Rocosas (en inglés:  Northern Rockies Ecosystem Protection Act). Estas otras propuestas no han ganado apoyos entre la delegación de Idaho en el Congreso, porque los proyectos podrían colocar el uso público indebido y restricciones de desarrollo en las tierras públicas de Idaho.
La ley de Áreas Salvajes mejoró el estado de protección de las tierras remotas o sin desarrollar, ya contenida dentro de las áreas protegidas por la administración federal. La aprobación de la ley asegurada de que no se llevarían a cabo mejoramientos humano, aparte de los ya existentes. El estado de protección de los espacios naturales designados prohíbe la construcción de carreteras o edificios, la minería o la exploración de petróleo y minerales, la explotación forestal, también prohíbe el uso de equipos motorizados y bicicletas. Las personas pueden entrar a las áreas silvestres a pie o en caballo.

## Recursos naturales

### Flora

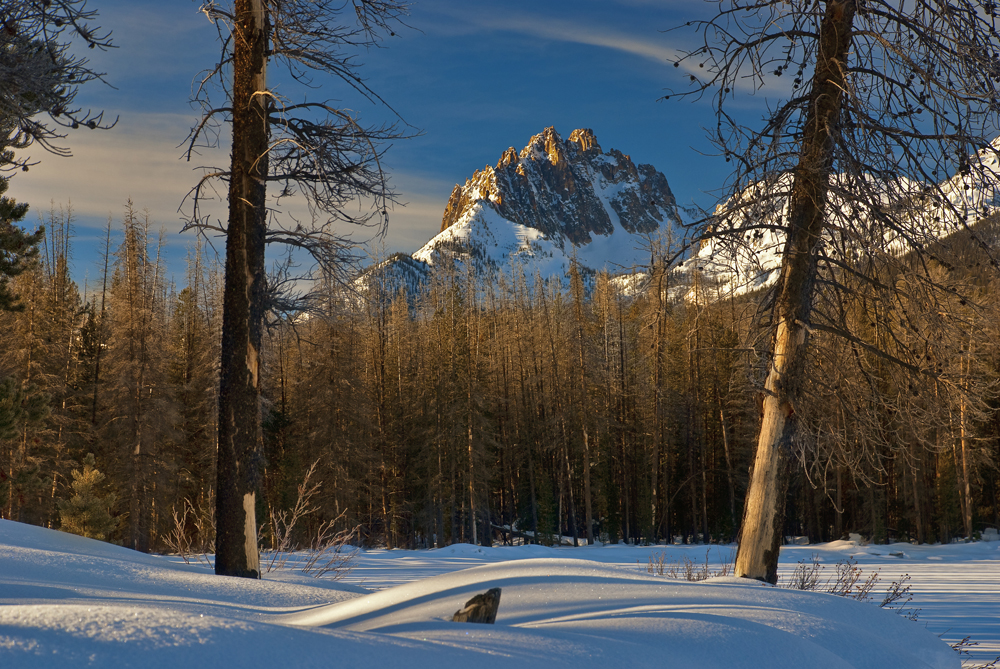
árboles atacados por el escarabajo del pino de montaña en el Monte Heyburn.

Alrededor del 47 % de las tierras del bosque son áreas boscosa, y un 3 % adicional pueden tener árboles, pero actualmente no tienen ninguna. Las elevacionas más bajas en el bosque nacional Sawtooth con frecuencia tienen Artemisia y el pastizal tiene varios tipos de vegetación, mientras que las zonas boscosas contienen una variedad de especies de árboles. En el bosque hay pinus contorta que son casi monotípicas en parte de la SNRA con escasa vegetación bajo la cubierta arbórea. Las plantas que se pueden encontrar bajo los Pinus contorta son herbáceas dispersas, gramíneas, Gaylussacia dumosa, Vaccinium scoparium. También se encuentran árboles de abeto de Douglas y álamo temblón en entornos similares del bosque con sotobosque de arbustos bajos, como Symphoricarpos albus y Spiraea blanco.: A-21  El álamo temblón también se encuentra en todo el bosque en elevaciones que van desde 1500 m a 3400 m.: A-22 
El bosque tiene árboles en las montañas de mayor elevación como el pino de corteza blanca, pícea de Engelmann, abeto alpino y pino huyoco incluyendo el pino de corteza blanca individual más grande de América del Norte. Con base en las cronologías de anillos de los árboles, algunos de los pinos de corteza blanca se cree que son de 700 a 1000 o más antiguos. Los bosques de mayor altura suelen tener sotobosques de pastos y malezas que son resistentes a la congelación en cualquier punto de la estación de cultivo.: A-22  Salix, Alnus, Populus sect. Aigeiros, Cyperaceae se encuentran en las zonas ribereñas.: A-18  El pino ponderosa ocupa las elevaciones más bajas y secas, cerca del borde occidental del bosque e históricamente persistía debido a la aparición de incendios no letales con frecuencia. Los sotobosques de pinos ponderosa típicamente consisten en hierbas perennes tales como la festuca de Idaho y Pseudoroegneria spicata. En los bosques de pino ponderosa ligeramente húmedos hay pastos como la hierba Calamagrostis rubescens que está cubierta de arbustos de spirea, Symphoricarpos albus y Physocarpus malvaceus.: A-20 

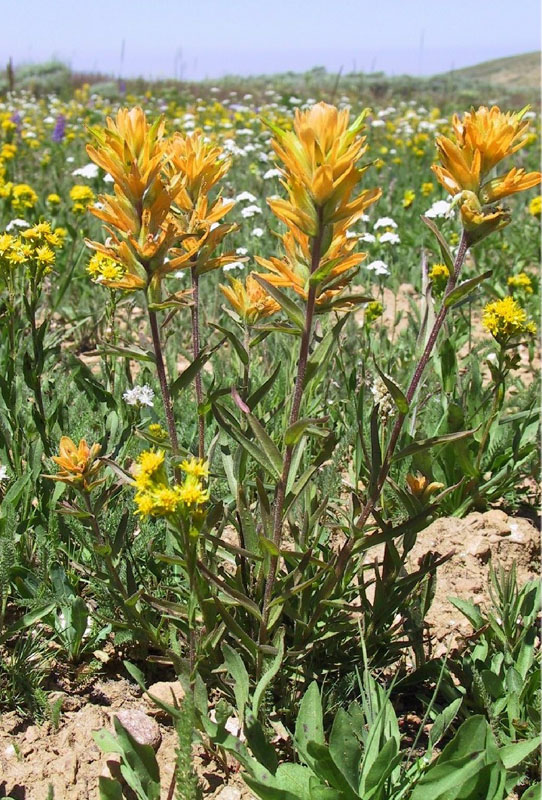
Castilleja christii.

El distrito Minidoka se separa del resto del bosque por la llanura del Río Snake, el deshielo de los bosques proporciona un suministro constante de agua a la llanura. El distrito Minidoka es una parte de la Basin and Range Province y si bien gran parte de la vegetación aquí es similar a la parte norte del bosque, la presencia de enebro es notable, así como plantas de cactus ocasionalmente. En estos bosques hay árboles de piñón-enebro, pino monoaguja, Juniperus osteosperma y Cercocarpus ledifolius.: A-23  La planta más rara de Idaho es el Castilleja christii que es endémica y de 81 ha en las elevaciones superiores del monte Harrison en las montañas Albion del Distrito Minidoka. La planta Cymopterus davisii también es endémica de las montañas Albion. Además, el bosque cuenta con un hábitat potencial para la especie Spiranthes diluvialis.: I-9 
Las especies exóticas (también conocidas como especies invasoras o no nativas) se introducen a menudo sin querer por la gente que viaja desde fuera del bosque pegándose a los neumáticos del vehículo, zapatos o el ganado y por lo general se encuentran cerca de carreteras, campamentos y otras áreas utilizadas por las personas. El Servicio Forestal hace esfuerzos de controlar a las especies invasoras que identifica y trata de contener la propagación de plantas no nativas.: II-17  las plantas invasoras de especial preocupación en el bosque son Centaurea podospermifolia, Centaurea solstitialis, achicoria dulce, Euphorbia esula y Bromus tectorum.: II-18 
El escarabajo del pino de montaña es una especie de insecto nativo que se sabe que experimentan grandes brotes que infectan arboledas, y es particularmente común en áreas con numerosos pinos como el Pinus contorta y abetos. Una gran infestación se produjo entre 1995 y 2003, el escarabajo acabó con áreas de Pinos contorta en la SNRA, una zona históricamente demasiado fría para que se produzcan brotes.

### Fauna
El bosque nacional Sawtooth es el hogar de más de 243 especies de aves, 78 mamíferos, 28 reptiles y anfibios y 29 peces.: II-22  Las especies invasoras mejillón cebra y quagga mussel son potenciales amenazas para los ecosistemas acuáticos del bosque, ya que pueden propagarse rápidamente y cubrir grandes superficies, incluyendo las estructuras humanas, alterando los ecosistemas, eliminnado a los mejillones nativos y amenazando a los peces nativos. Los lobos fueron reintroducidos controversialmente a la SNRA a mediados de la década de 1990 para restaurar la estabilidad de los ecosistemas y control al ser superdepredadores. Esto incluye controlar la alta población de ciervos, el cual ha inhibido el crecimiento de nueva vegetación. Quienes se oponen a la reintroducción incluyen cazadores preocupados de que los lobos impidan su habilidad para cazar el mayor número de especies posible, además de ganaderos preocupados por el bienestar de sus animales y desarrolladores de las tierras afectados por las especies recogidas en el Acta de especies amenazadas puedan restringir lo que pueden hacer en sus tierras.
Junto con los pumas, los lobos son los mayores depredadores que viven en el bosque y no tienen depredadores propios, excepto los seres humanos. La mayoría de las especies de mamíferos autóctonos de la zona están presentes en el bosque, con la excepción de los osos pardos, que se han extinguido localmente. Los planes para su reintroducción en el centro de Idaho se han propuesto desde la década de 1990, pero no han progresado debido a preocupaciones similares a los de la reintroducción del lobo, así como los temores por la seguridad humana. Las áreas de las elevaciones altas del norte y del bosque contienen un hábitat para los glotones y el lince canadiense en peligro de extinción, pero no se han reportado avistamientos recientes de estas especies.

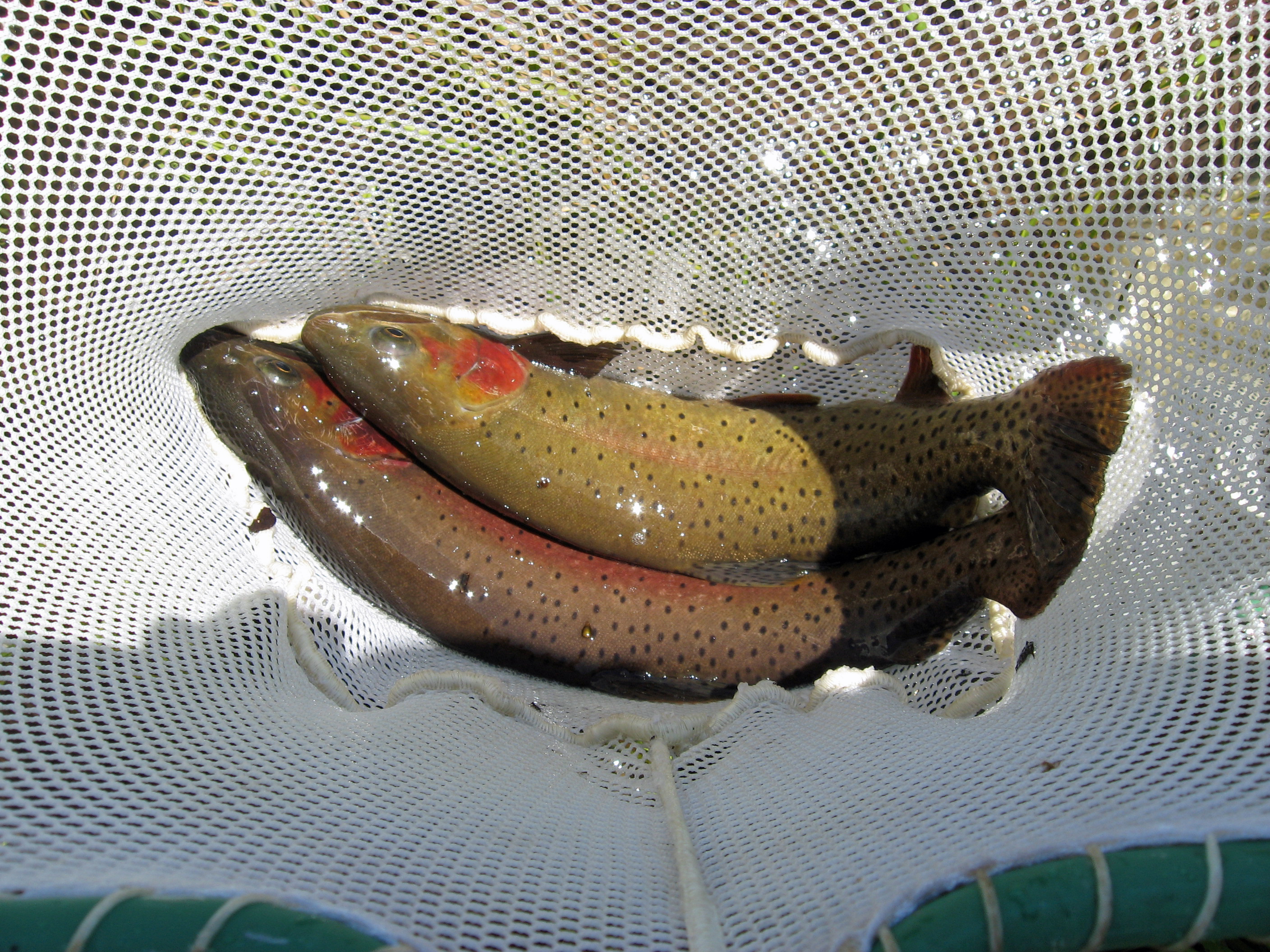
Trucha Oncorhynchus clarkii en el Área de Recreación Nacional Sawtooth. (SNRA)

Los ciervos también conocidos como wapití, venados bura y berrendos son algunos de los grandes mamíferos comúnmente más vistos. Durante el invierno, los berrendos que pasan el verano en el Valle Sawtooth migran hacia el sur a las zonas más bajas de la llanura del Río Snake, y algunas secciones del bosque están cerrados para uso vehicular para proteger a los berrendos. Los avistamientos del borrego cimarrón son pocos comunes en el bosque, pero el bosque tiene un tercio de la población de cabra de las Rocosas de Idaho, y que se ven comúnmente a grandes elevaciones en las montañas Boulder, White Cloud, Pioneer y Sawtooth. Otros mamíferos en el bosque incluyen el coyotes, alces, lince rojo, castor americano, marmota de vientre amarillo, pica americana, tejón norteamericano.
La trucha toro es una especie indicadora para la gestión del bosque. los esfuerzos de monitoreo de las poblaciones se llevan a cabo cada año para proporcionar una evaluación de la salud de los bosques.: II-26  Fueron seleccionados debido a que dependen de las condiciones específicas del hábitat y son sensibles a cambios en el hábitat.: II-26  Sólo se encuentran en las partes de las cuencas de los ríos salmón, Boise y Payette en el Distrito de Fairfield y del SNRA. El bosque es el hogar de las migraciones del salmón más largo en los Estados Unidos continentales, pero con el represamiento del río Columbia, las poblaciones de salmón han colapsado. El lago Redfish fue nombrado por el salmón rojo que volvería a reproducirse en el lago y en sus afluentes e históricamente tenía entre 10 000 y 35 000 salmones adultos cuando regresaban anualmente al lago. Entre 1990 y 1998 un total de 16 peces adultos volvió al lago, pero las poblaciones se han recuperado un poco, y en 2014 había aproximadamente 1400 peces adultos, frente a los 1100 en 2011. Los repetidos esfuerzos para repoblar al salmón rojo han tenido lugar en la cuenca del río Columbia, y en 2008 se celebró la primera temporada de salmón en 31 años para el salmón real en la parte superior del río Salmón. La trucha de arroyo se han introducido en el bosque y ahora son una especie invasora que compite con la trucha toro que está amenazada. Cottus leiopomus es una especie de pez que es endémica del río Big Wood y sus afluentes en el Distrito Ketchum y está catalogado como vulnerable por la Unión Internacional para la Conservación de la Naturaleza (UICN). La trucha arcoíris, Oncorhynchus clarkii y Prosopium williamsoni son todas nativas de las vías fluviales del bosque.: II-22 

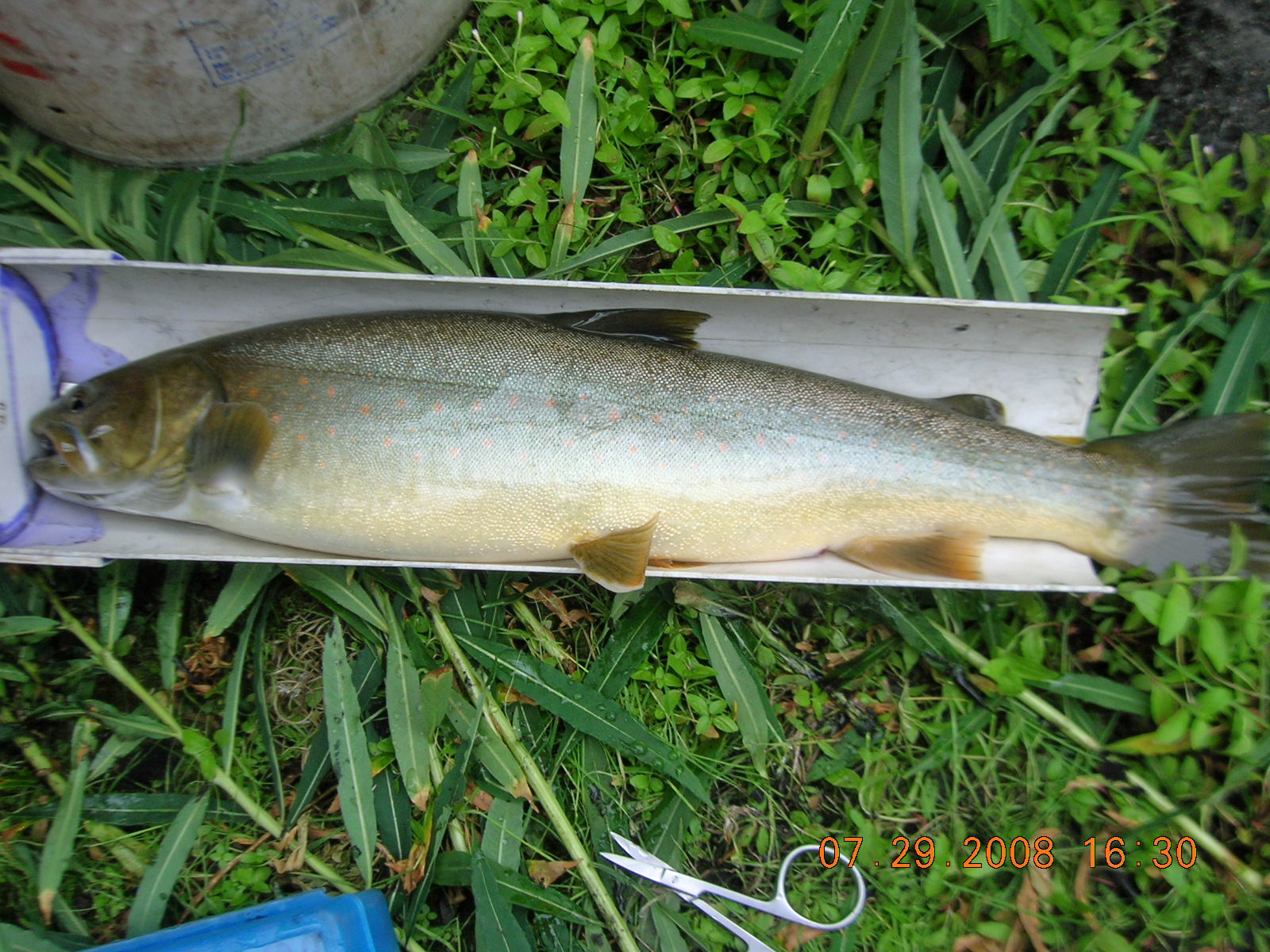
Una trucha Salvelinus confluentus en el SNRA

Unas 243 especies de aves se han observado en la cuenca del río Salmón, con 36 especies fortuitos más o aquellos que no se encuentran normalmente en la región, pero se han observado en al menos una ocasión. Las águilas calvas se pueden encontrar en el bosque, en particular a lo largo de los ríos, mientras que las águilas reales en ocasiones se observan sobre la estepa de artemisa. Los azores comunes son enumerados por el Servicio Forestal como especie sensible y se encuentran en el bosque. La urraca de Hudson es común en el bosque, y la grulla canadiense son vistos durante la época de cría, en el valle Sawtooth. El pinzón montano negro se encuentra en las elevaciones más alta del norte del bosque mientras que el urogallo de las artemisas se encuentran en los matorrales de Artemisia en todo el bosque. El piquituerto South Hills es un pinzón endémico de South Hills y las montañas de Albion en el Distrito Minidoka. Raramente se cruzan con piquituertos similares que están presentes en su área de distribución y se ha propuesto como una especie separada creados a través de la especiación ecológica. La Unión de Ornitólogos Americanos no logró encontrar un consenso sobre el tema por lo que el piquituerto South Hills todavía se considera una subespecie del piquituerto común. Hay pocos reptiles en el bosque. Algunas de las especies de serpientes son la Pituophis catenifer sayi, Charina bottae así como la cascabel del oeste, que es más susceptible de ser encontrada en elevaciones más bajas y en el Distrito Minidoka. Los anfibios que se pueden encontrar frecuentemente son rana con cola de las Montañas Rocosas, salamandra dedos largos y rana moteada de Columbia.

### Ecología del fuego

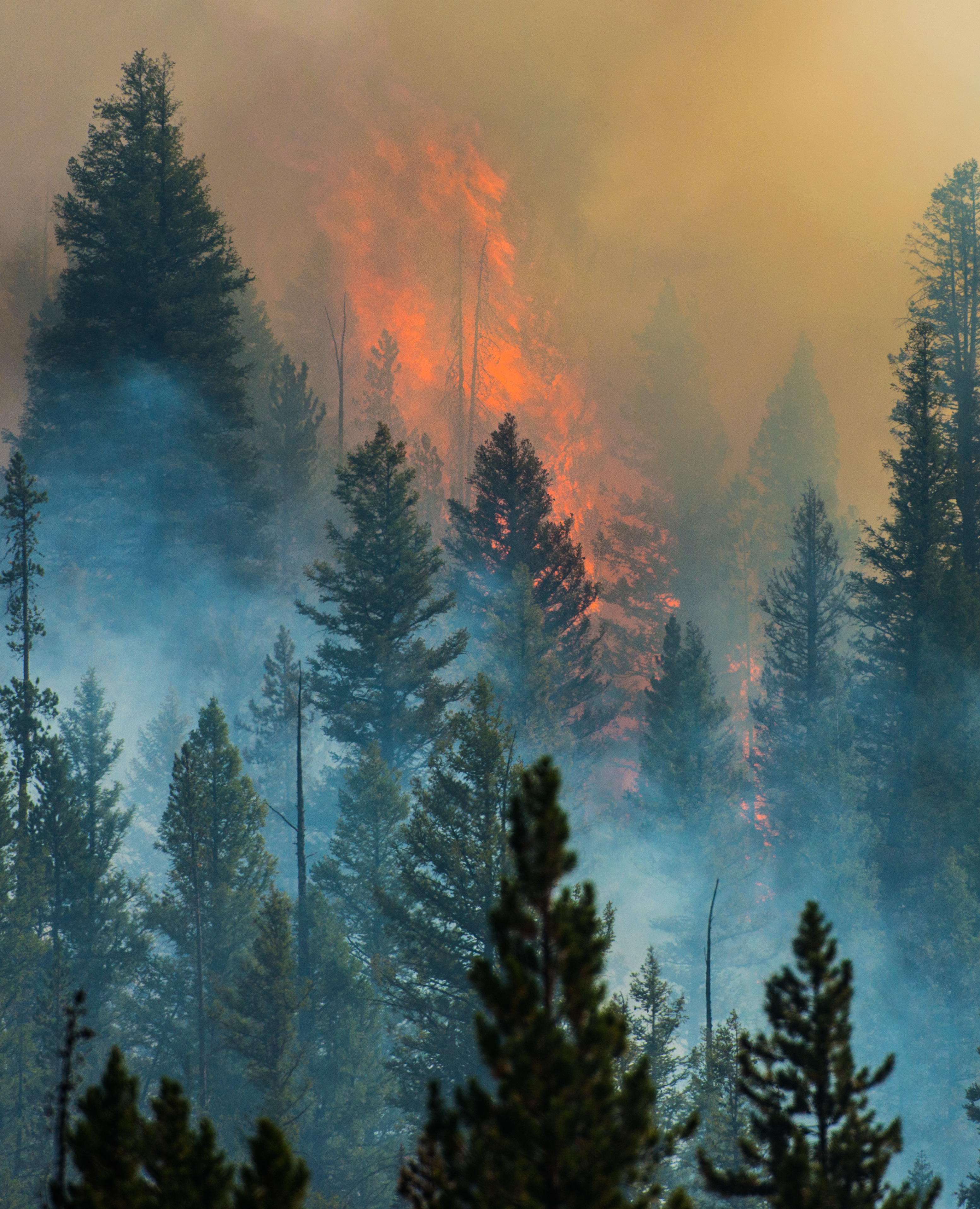
Incendio forestal en Beaver Creek de 2013.

El bosque nacional Sawtooth tiene un programa activo de Manejo del Fuego, el cual reconoce que los incendios forestales son una parte natural del ecosistema, pero esto no fue siempre el caso. El plan forestal de 1987 no reconoce los incendios forestales como un proceso del ecosistema o como herramienta para el manejo de los ecosistemas, esto fue corregido en el plan forestal de 2012.: II-13  Los esfuerzos anteriores de extinción de incendios hizo hincapié en extinguir el fuego, causaron que los árboles acabaron muertos o moribundos muy por encima del nivel encontrado cuando a los incendios se les permite arder de forma natural. Históricamente hablando, los incendios se hicieron más comunes en algunas partes del SNRA después del desarrollo del pino Pinus contorta, lo que ocurrió antes de 1450 d. C. Entre 1989 y 1998 hubo un promedio de 50 incendios por año, con un 58 por ciento de ellos causados por rayos.: II-13  Las montañas humeantes de Idaho fueron nombradas a partir de los frecuentes incendios forestales, y el incendio en Castle Rock de 2007 quemó 19 000 ha de las montañas humenates cerca de Ketchum. En 2005 el incendio de Valley Road quemó 16 500 ha en las montañas White Cloud después de haber sido encendido por las brasas que venían de un cubo de basura que fueron soplados en un día ventoso. El incendio forestal en Beaver Creek de 2013 y el incendio en Kelley ambos fueron provocados por rayos y quemaron 45 120 ha y 7020 ha, respectivamente, en los distritos Fairfield y Ketchum. Otro incendio causados por rayos fue el incendio de McCan que quemó 9465 ha del distrito Fairfield y otras tierras al norte de este distrito en 2013. Los dos incendios naturales y prescritos se utilizan como una herramienta para mantener los niveles deseados de vegetación y de combustible. Mientras que el plan contra incendios de los bosques opera dentro de los regímenes históricos de incendios, a nivel local el fuego se suprime activamente para proteger la vida humana, las inversiones y los recursos.: III-41 
El bosque cuenta con un personal de incendios a tiempo completo durante todo el verano, no sólo para controlar y extinguir incendios que representan una amenaza para las personas y las estructuras sino también para establecer la quema controlada. Sus trabajos incluyen el mantenimiento de un alto nivel de preparación, manteniendo un puesto de observación vigilante de la actividad de incendios, en respuesta a reportes de incendios, el mantenimiento de equipos, el monitoreo del clima y la sequedad atmosférica relativa, y la preparación de informes de actividad de incendios diarios, que se utilizan para publicar comunicados sobre incendios para los visitantes y el personal. El bosque cuenta con motores de incendios forestales, bombas, herramientas manuales y manguera contra incendios a su disposición. Un helicóptero puede ser convocado de forma rápida, junto con el apoyo del Centro de Despacho de Idaho Interagencial incluyendo un equipo de bomberos paracaidistas y aviones cisterna utilizados para proporcionar apoyo aéreo en la Lucha aérea contra el fuego con retardantes de llamas y agua. Hay pequeñas áreas alrededor de Stanley y del Monte Harrison donde el retardante aéreo no se usaría en el caso de un incendio. Los 10 miembros de la tripulación del Helitack se estableció en 1963 y se encuentran en el aeropuerto Friedman Memorial en Hailey. En el caso de incendios más grandes, el Centro Nacional de Interagencias de Incendios puede movilizar rápidamente los recursos disponibles. Sólo cuatro de las torres originales de vigilancia de incendios permanecen de pie en el bosque, pero ya no están en uso, se encuentran en el pico Horton, las montañas Iron, Lookout y el Monte Harrison que el último que ya no se usa en 2007. Muchas de estas torres fueron construidas por el Cuerpo Civil de Conservación durante la Gran Depresión.: I-20 

## Geografía y geología

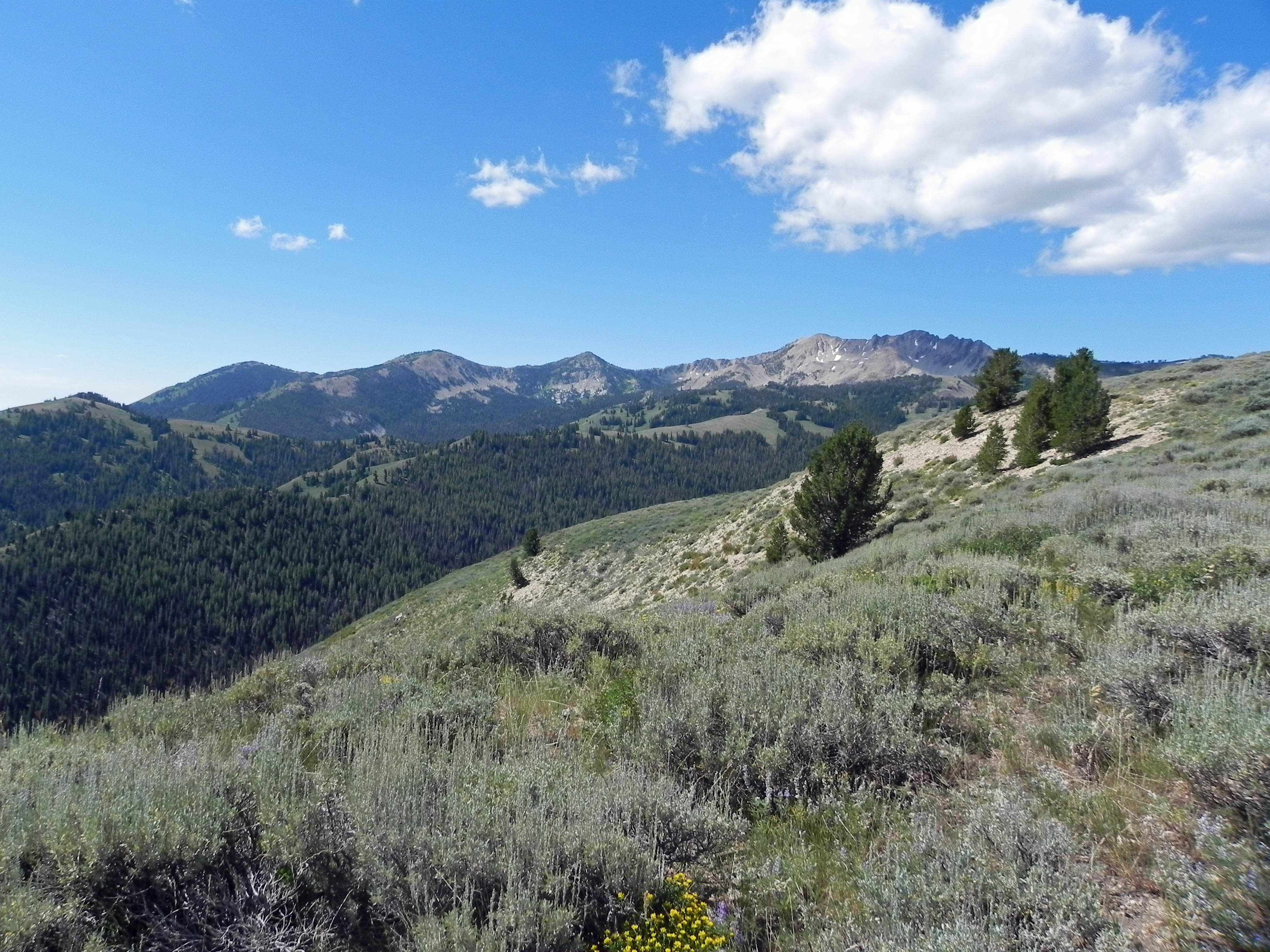
Las montañas Soldier

La elevación en el bosque varía desde 1376 m en Rock Creek al sur de Twin Falls hasta 3660 m sobre el nivel del mar en la parte superior del pico Hyndman, un desnivel de 2284 m.: I-8  Las montañas de la región Minidoka son parte de Basin y Range Province, mientras que en la parte norte del bosque son parte de las Montañas Rocosas. Las montañas de Sawtooth tienen al menos 50 picos de más de 10 000 pies (3048 m) de altura.
Las montañas del bosque nacional Sawtooth tienen una historia geológica variada. Las montañas Sawtooth al norte están formadas a partir del batolito del periodo del Eoceno, mientras que al sur el lago Alturas, y las montañas humeantes, Sawtooth, y Soldier están formadas de granodiorita del cretáceo conocido como batolito de Idaho. Las estribaciones de las montañas humeantes proviene de las formaciones Pensilvánico y Pérmico Dollarhide. Las montañas White Cloud tienen grandiorita gris del batolito de Idaho, mientras que algunas rocas expuestas son piedra caliza de la formación del periodo Pérmico. La masa central de las montañas Raft River está compuesto por rocas metamórficas del Precámbrico con cuarcita elba y esquisto intercalada en la ladera sur y afloramientos de cuarcita del Cámbrico en la parte occidental. Por debajo de las montañas Sublett hay formación de phosphoria, una fosforita fundamental cubierta por una gruesa secuencia de rocas Chert y Arenisca que alcanza su mayor espesor. Los suelos en la parte norte del bosque son generalmente profundos y altamente fértil en las tierras bajas pero poco profundo y en menor medida en pendientes pronunciadas. En el Distrito Minidoka, los suelos son generalmente productivos, derivado de material volcánico y sedimentario, de poca profundidad en pendientes pronunciadas, y profundo en las tierras bajas.: I-9 
Las montañas humeantes, Boulder, Pioneer, Sawtooth, y White Cloud son generalmente irregulares, mientras que las cordilleras del distrito de Minidoka Albion, Black Pine, Raft River y Sublett son generalmente suaves y continuos.: I-9  La Cumbre Galena es un paso de montaña a 2652 m de la Carretera Estatal de Idaho 75 entre Stanley y Ketchum cerca de donde las montañas Boulder y humeantes se encuentran. Aunque no se encuentra en el bosque nacional Sawtooth, La cumbre Banner Creek es de 2145 m y es un paso de montaña en Idaho, de la Carretera Estatal de Idaho 21 en el extremo norte de las montañas Sawtooth, en el límite de los bosques nacionales de Boise y Challis.

### Vías fluviales

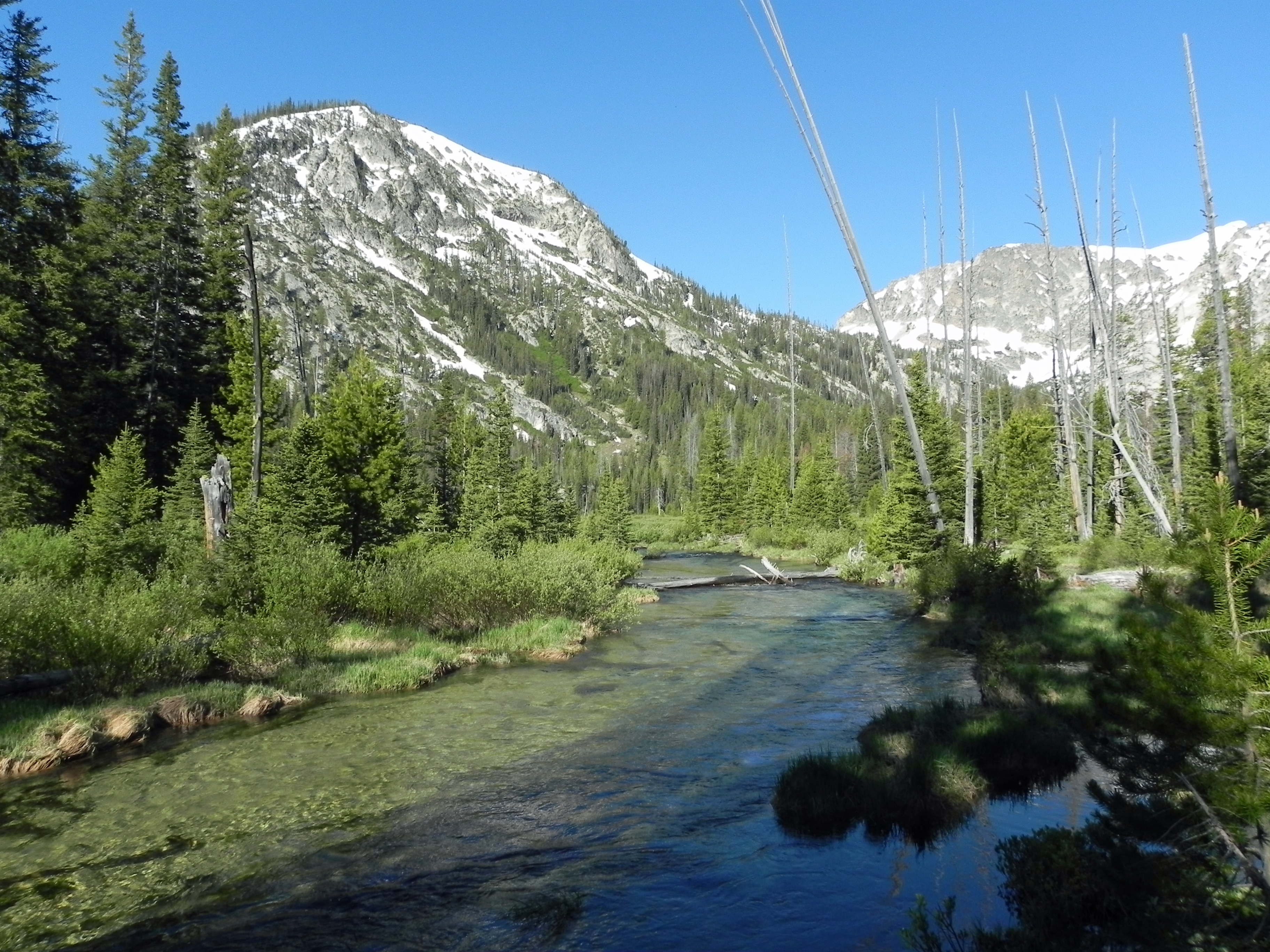
Iron Creek en las montañas Sawtooth.

Hay más de 1100 lagos que cubren 3100 ha y un estimado de 12 100 km de arroyos y ríos temporales y permanentes en el bosque.: I-9  Más de 1090 km de las corrientes se encuentran en el distrito de Fairfield, más de 800 km en el distrito Ketchum, y más de 720 km en el distrito Minidoka. La parte norte de la totalidad del bosque se encuentra en la cuenca del río Snake, un afluente del río Columbia. La cabecera del río Salmón está en la parte alta del valle Sawtooth, y este río desagua gran parte en la SNRA y sigue un curso tortuoso hacia el noroeste, en conjunto antes de desembocar en el río Snake a 684 km aguas abajo. El lado oriental de la cordillera Sawtooth es drenada por el ramal Sur del río Payette. Las montañas humeantes y Soldier y gran parte del distrito de Fairfield son drenados por el ramal Sur del río Boise, que desemboca en el embalse Anderson Ranch justo al oeste del bosque. El distrito Ketchum, que forma parte de la SNRA, y la ladera sur del distrito de Fairfield son drenados por el río Big Wood.
Gran parte del Distrito Minidoka también es drenado por el río Snake a través del río Raft y otros afluentes, pero las raciones de Black Pine y las montañas Raft River desembocan en el Gran Lago Salado. La producción anual de agua del bosque se estima justo debajo de 2 300 000 acres-pie.: I-9  La mayoría de los lagos del bosque son el resultado de la glaciación y ocurren en SNRA en Sawtooth y en las montañas White Cloud, pero se pueden encontrar en la mayoría de las otras cadenas montañosas del bosque. Hay más de 20 lagos en el distrito de Fairfield, en el distrito Ketchum hay 90, 6 lagos y 3 embalses en el distrito Minidoka. El lago más grande en el bosque es el lago Redfish, un lago de morrena que mide 7,2 km de largo, 1,16 km de ancho y hasta 118 m de profundidad. Otros grandes lagos incluyen Alturas, Pettit, Sawtooth, Stanley, y Yellow Belly.

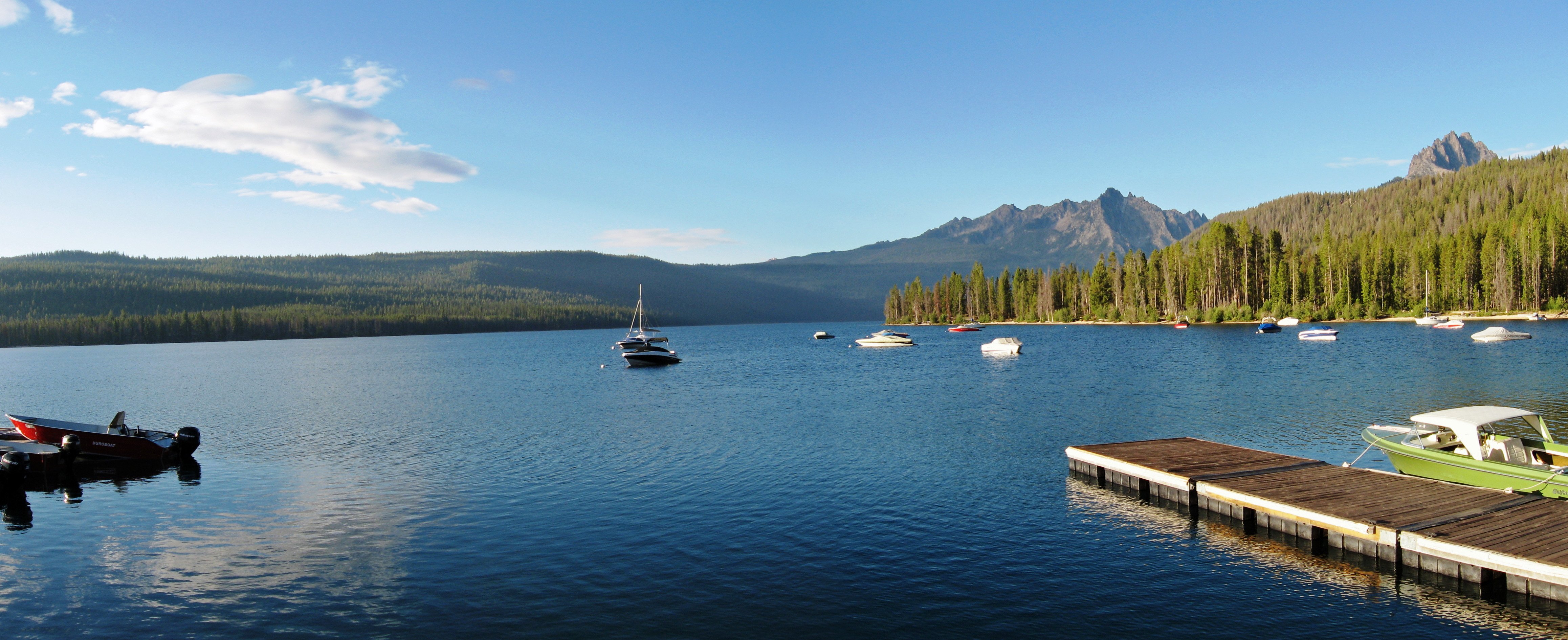
Lago Redfish y las montañas Sawtooth

### Sismología
La falla de Sawtooth es de 64 km de largo, que recorre la base de las montañas Sawtooth y fue descubierto en 2010. Se cree que es capaz de producir un terremoto de hasta 7,5 en la escala de Richter, y se tiene registro de al menos dos terremotos recientes que ocurrieron hace 4000 años y otro hace 7000 años en la zona.

### Glaciología

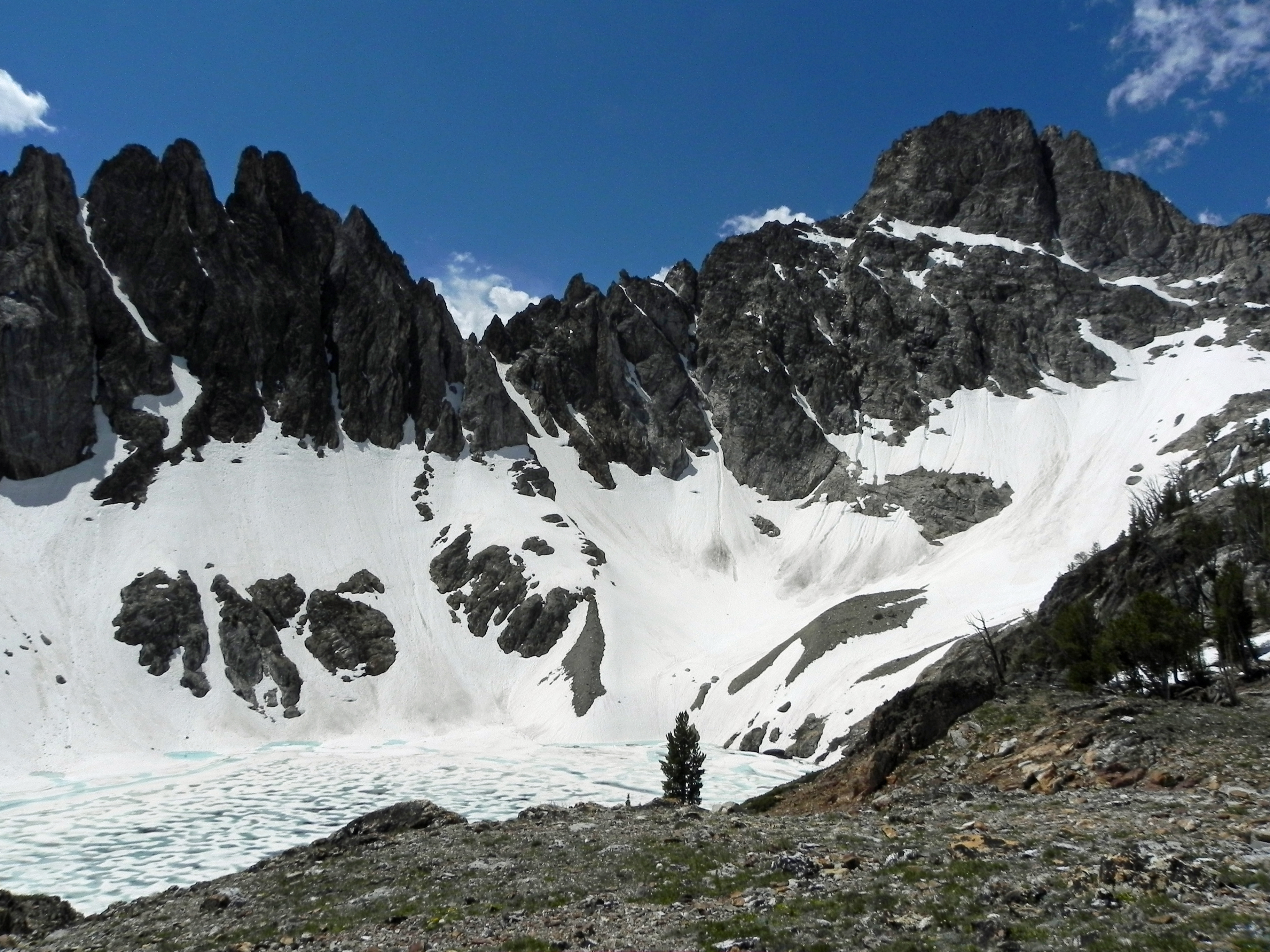
Pico Thompson tiene un lago de origen glaciar sin nombre al noreste de su pico.

El bosque nacional Sawtooth tiene algunos glaciares y más en las montañas Sawtooth, y aunque no existen glaciares superficiales hoy en día, los campos de nieve y los glaciares de roca permanecen, por lo general en las laderas del este o norte. Ha habido aproximadamente 202 campos cubiertos de nieve perennes mapeados en las montañas Sawtooth, y aunque ninguno ha sido asignado a otro sitio en el bosque, algunos todavía pueden existir en Boulder, Pioneer y White Cloud.
Las montañas Sawtooth tuvieron la última glaciada en el Pleistoceno, pero los glaciares probablemente existieron durante la Pequeña Edad de Hielo, que terminó alrededor de 1850. La evidencia de glaciación es abundante en Sawtooth, White Cloud, Boulder, y las montañas humeantes, así como las laderas orientadas al este y norte de las montañas Albion, el río Raft, y las montañas Soldier. Los restos de los glaciares incluyen lagos glaciares, morrenas, cuernos, circos, y aristas.

## Clima
Gran parte del bosque nacional Sawtooth recibe menos de 15 pulgadas (38,1 cm) de precipitación al año, las elevaciones más altas normalmente reciben más precipitaciones. El verano y principios de otoño son por lo general más seco que el invierno en la mayor parte del bosque, mientras que en las tierras bajas del Distrito Minidoka, por ejemplo, cerca de Oakley, la primavera puede ser la estación más húmeda.
Las nevadas en el invierno proporcionan un suministro constante de agua a los arroyos cuando llega el verano. A nivel local, el clima puede depender de las montañas que bloquean los valles, ríos y del aire húmedo que se puede canalizar en los sistemas meteorológicos. Las tormentas eléctricas sin lluvia son comunes en el verano y en otoño, La estación varía de 150 días en los valles más bajos a menos de 30 días en las zonas alpinas más altas.: I-8 

## Historia humana

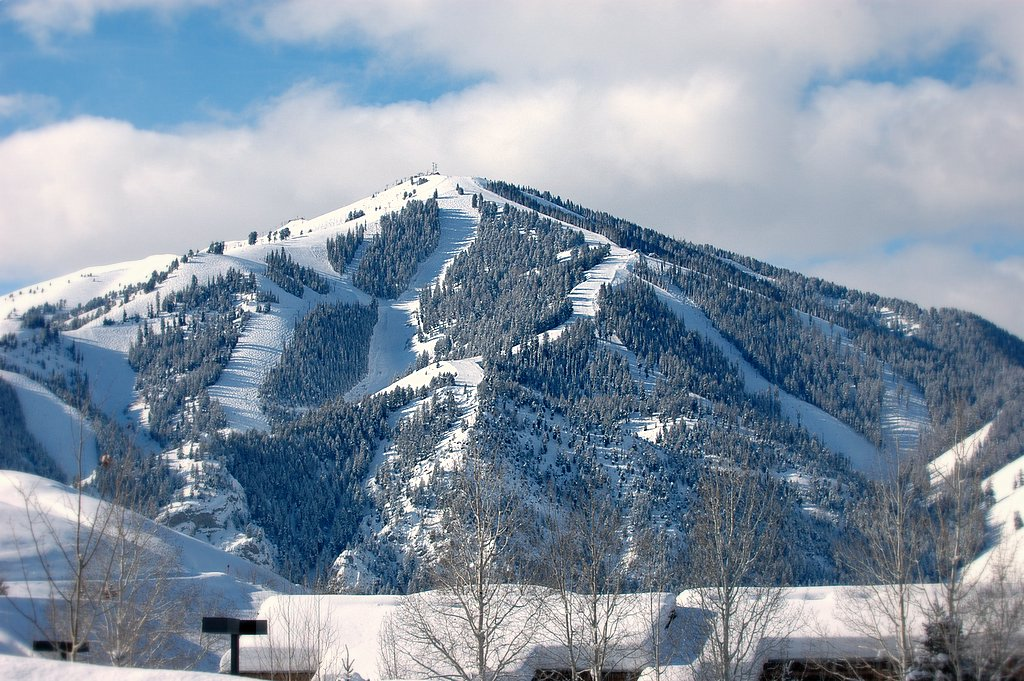
Área de la montaña Bald.

Lanzas de hace 12 000 años documentan la presencia más temprana de paleoamericanos en la zona, y hay cerca de 1500 sitios del patrimonio conocidos en el bosque.: I-15  Después del año 1700, los shoshones, también conocido como el pueblo Sheepeater, así como las tribus del Bannock y Paiute recolectaban madera y rocas para hacer herramientas, además cazaban, pescaban mientras vivían en pequeños grupos en el extremo norte del bosque.: I-15  Tramperos y exploradores llegaron al sur de Idaho en el siglo XIX.: I-16  Se establecieron rutas de migración en la región en 1849, incluyendo las rutas de Oregón y California.
El bosque fue utilizado por los primeros colonos principalmente para las industrias extractivas.
Los cazadores de pieles de la Compañía de la Bahía de Hudson descubrió la cuenca Stanley en la parte norte del bosque en la década de 1820, pero sobre todo se evita debido a la escasez de castores.: 188–189  Para los primeros colonos, el bienestar de su comunidad dependía del suministro de la madera, la regulación del caudal de los ríos para el riego y el uso de la tierra para el alcance del ganado. La minería se inició en la década de 1860, alcanzó su punto máximo en la década de 1880, y fluctuó a lo largo del siglo siguiente con la extracción de oro, plata, plomo y zinc. La división Black Pine del bosque fue explorado a finales de la década de 1800, y la mina Tallman inició la producción de oro en la década de 1920, con un pico de producción entre 1949 y 1954. La mina Black Pine produjo nuevamente oro desde 1992 hasta noviembre de 1997, cuando la empresa matriz de la mina, Pegaso de Oro, se declaró en quiebra. La ubicación de la mina ya ha sido reclamada.

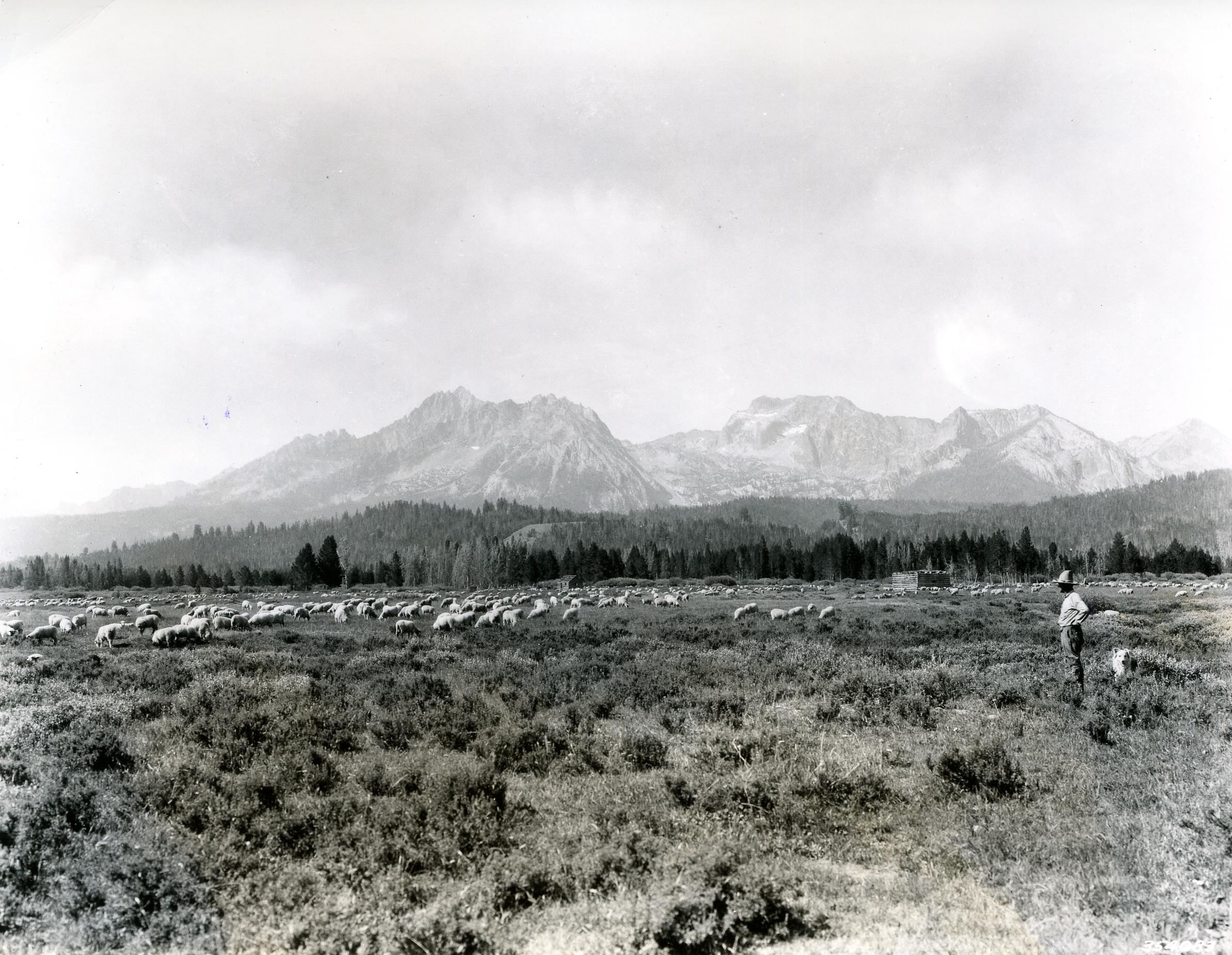
pastoreo de ovejas cerca de Stanley. c. 1937

Las ciudades alrededor del bosque, incluyendo Stanley, Ketchum, y Sawtooth City, fueron fundadas como pueblos mineros en la última parte del siglo XIX por los prospectores y cazadores, incluyendo el veterano de la Guerra Civil capitán John Stanley, por el que lleva el nombre la ciudad de Stanley. Ketchum lleva el nombre del trampero y guía David Ketchum, mientras que las montañas Sublett llevan el nombre de cazador William Sublette, que vivió en la zona en la década de 1830. La mayor parte de la tala en la región fue de madera y leña para los mineros y colonos. Durante gran parte del siglo XX, las ovejas y el ganado de pastoreo fueron los principales usos de la tierra a gran escala del bosque. Las ovejas eran comunes en el valle Wood River después del auge de la minería y los pastores del sur de Idaho llevaron sus rebaños a pastar al norte en las áreas de elevaciones altas del Bosque nacional Sawtooth.: 348–349  Los pastores de ovejas originales eran vascos americanos mientras que hoy en día muchos de los pastores se contratan a través del Departamento del Trabajo. En 1936, Union Pacific Railroad y su presidente Averell Harriman desarrollaron Sun Valley y la estación de esquí del monte Bald como complejo de destino en los Estados Unidos desarrollado para el propósito de aumentar el número de pasajeros de ferrocarril.: 348–349  El área se hizo popular entre las celebridades, entre ellos Ernest Hemingway y Gary Cooper. El 2 de julio de 1961 Hemingway se suicidó en su casa con vistas al río Big Wood; él está enterrado en el cementerio de Ketchum
El 9 de febrero de 1945, un bombardero Liberator B-24 se estrelló en el Monte Harrison en la División de Albion del bosque durante una misión de entrenamiento entre la densa niebla. Los nueve tripulantes murieron en el accidente, y sus cuerpos se encontraron en el interior del avión y fueron recuperados en los siguientes días. Los restos del avión nunca se han retirado. Un servicio conmemorativo se celebró el 29 de julio de 2004 y una placa fue instalada de forma permanente en honor a los tripulantes.

## Recreación

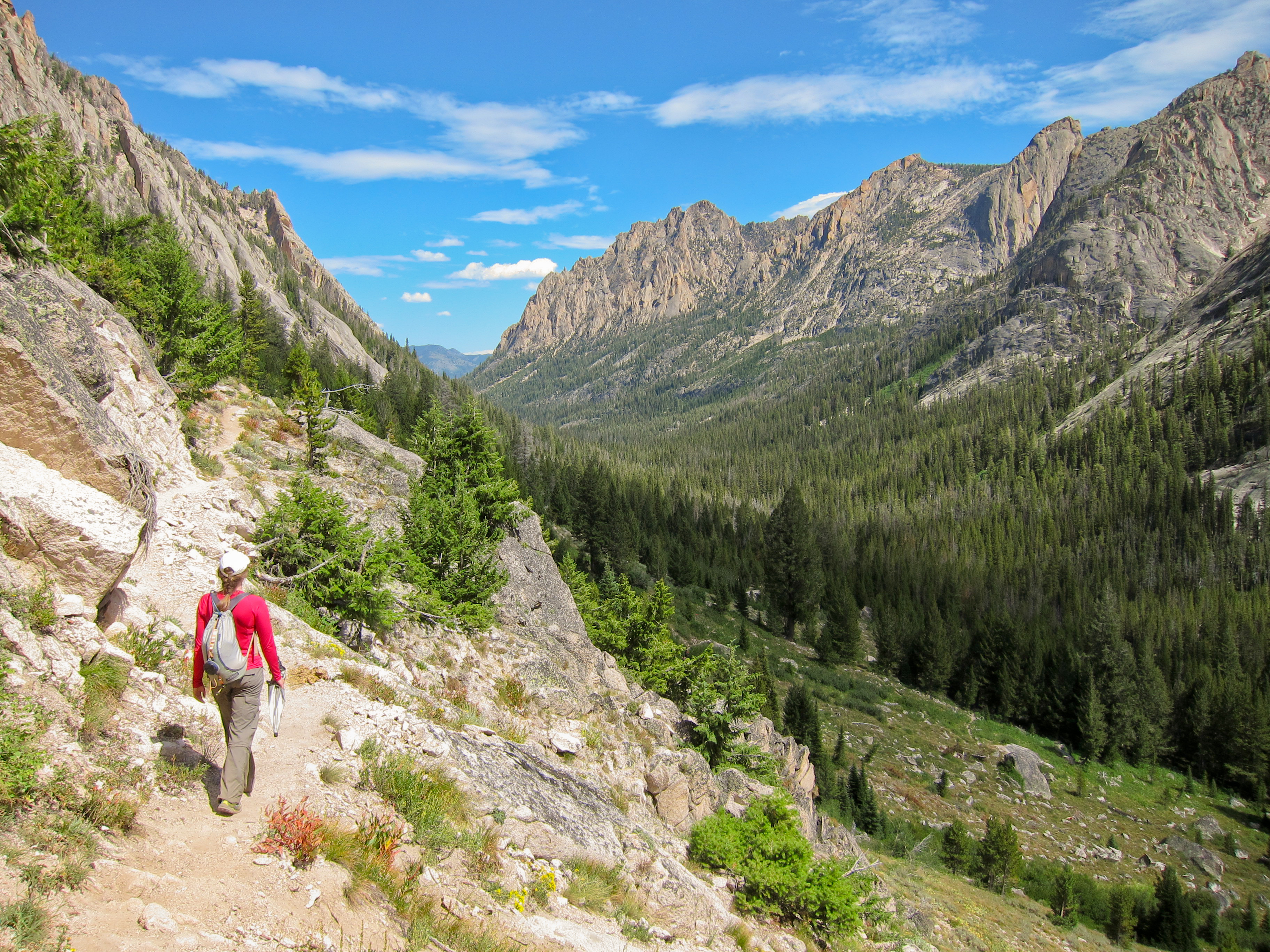
Senderismo en el área silvestre Sawtooth.

El bosque nacional Sawtooth recibe más de un millón de visitantes al año. Hay dos centros de visitantes, uno en la sede del SNRA al norte de Ketchum y uno en el lago Redfish, brindan orientación, libros, mapas y presentaciones interpretativas y atienden el personal de los servicios forestales y voluntarios. Las estaciones de guardabosques también ofrecen estos servicios, pero sin presentaciones interpretativas. A lo largo de las carreteras, hay exposiciones además de muchas áreas de pícnic. Hay más de 81 campamentos en los bosques, con 12 en el Distrito de Fairfield, 6 en el Distrito Ketchum, 25 en el Distrito Minidoka, y 38 en el SNRA. La mayoría de los campamentos están en orden de llegada, mientras que algunos pueden ser reservados. Visitar zonas distantes fuera del bosque requiere el acceso a rutas de senderismo, ir de excursionismo o montar a caballo a los destinos remotos. Se requieren permisos gratuitos para ir a las áreas silvestres y se puede llegar desde el comienzo de la ruta del sendero.
El tamaño del grupo se limita en las áreas silvestres, los fuegos abiertos no están permitidos en algunas áreas de alto uso, y se espera que los visitantes a seguir las prácticas de no dejar rastro de su paso. Hay abundantes senderos en todo el bosque, con más de 1100 km en el SNRA, 710 km en el distrito de Fairfield, y 549 km en el distrito Minidoka. Dos senderos nacionales de recreación se encuentran en el bosque, el paseo marítimo Fishhook Creek que se encuentra en el lago Redfish y el sendero natural Wood River en Wood River Campground.

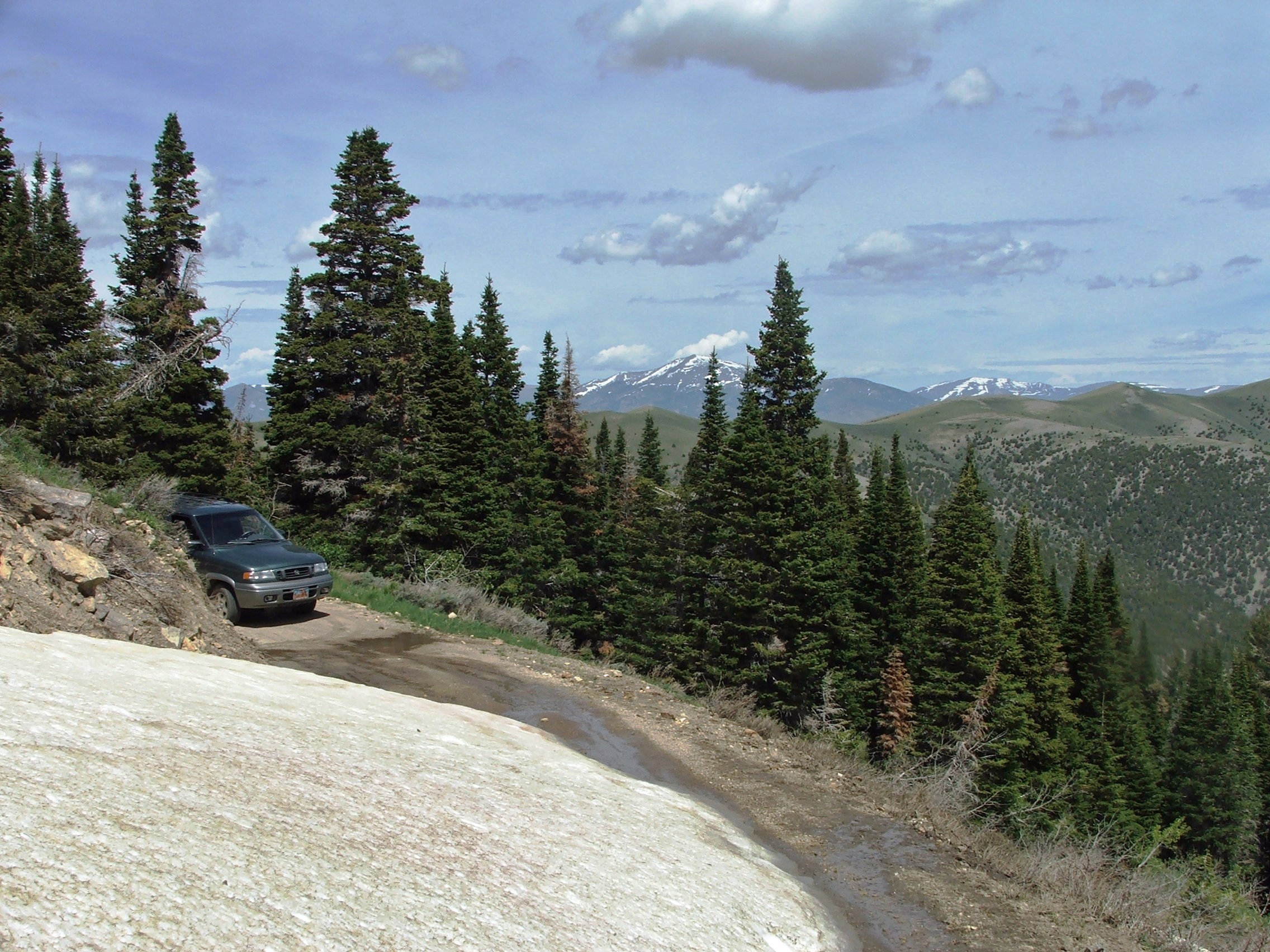
Conducir en la Cordillera Raft River.

Vehículos todo terreno están permitidos en más de 800 km de caminos forestales y en algunos senderos, pero el acceso puede estar restringido dependiendo de la temporada y las condiciones ambientales. El área de Sun Valley tiene una extensa red de rutas de ciclismo de montaña. La caza y la pesca son actividades recreativas populares permitidas por todo el bosque, a condición de que los permisos apropiados se obtienen y se siguen las reglas y reglamentos aplicables. Las licencias de caza y pesca están disponibles en el estado de Idaho a través del Departamento de Pesca y Caza de Idaho. El área de recreación nacional Sawtooth es el destino principal de los alpinistas y escaladores de roca dentro del bosque.
Los picos Thompson y Hyndman son dos picos populares para ir de excursión, y el monte Heyburn es un destino popular de escalada en roca. Las oportunidades para el balsismo y kayak en el río Salmón son altas, con condiciones desde aguas tranquilas hasta aguas bravas. Los niveles de agua son más altos durante el deshielo en primavera y principios de verano. Los grandes lagos en el Valle de Sawtooth, incluyendo Redfish, Alturas, Pettit, y Stanley cuentan con accesos en barco. El lago Redfish tiene una casa de campo con un puerto deportivo, un restaurante y varias actividades. Hay numerosas fuentes termales distribuidas a través del bosque y abiertos al uso público. Unos pocos han desarrollado bañeras, incluidos los de Baumgartner Campground.

### Actividades del invierno

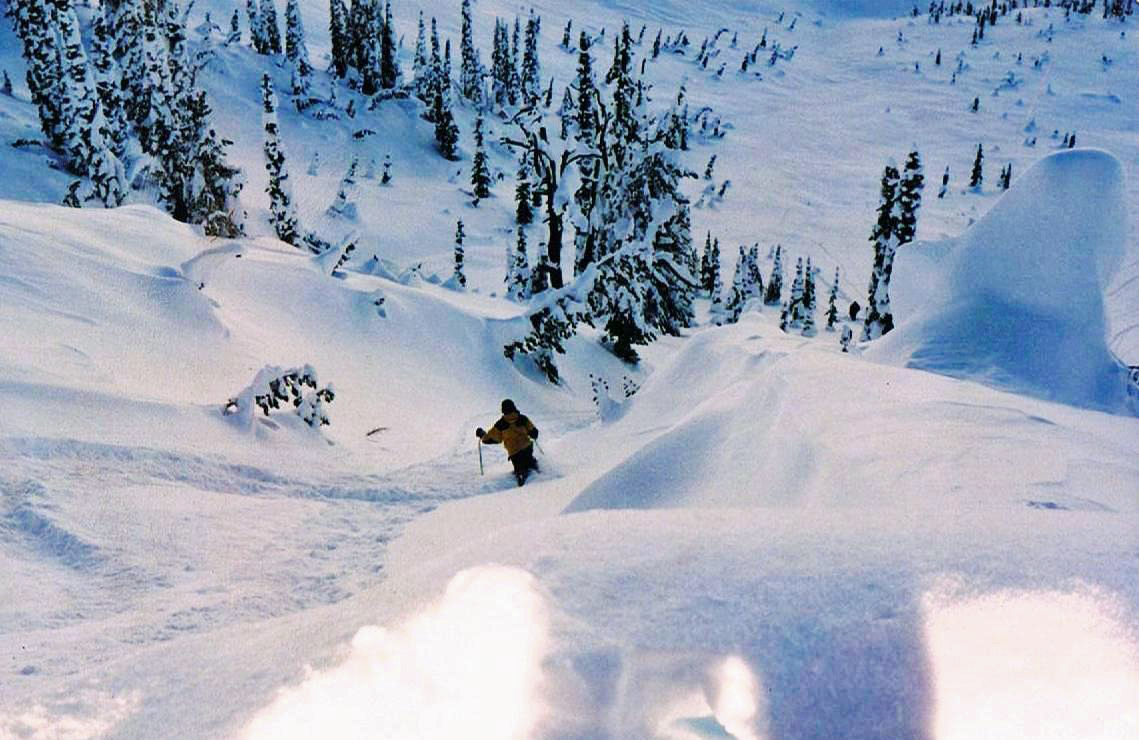
El esquí en la Cordillera Sawtooth.

Las actividades de invierno incluyen esquí alpino, esquí de fondo, raquetas de nieve, y motonieves. El primer destino turístico de invierno en los Estados Unidos, Fue desarrollado en Sun Valley en 1936 con pistas de esquí en las montañas Bald y Dollar. Hay cuatro áreas de esquí en el bosque nacional, así como la estación de esquí Rotarun justo al oeste de Hailey y de la montaña Dollar en Sun Valley, pero están afuera de los límites del bosque. Hay varios circuitos con raquetas de nieve y 126 km de senderos de esquí artificiales alrededor de Galena Lodge en el SNRA. También hay oportunidades de Heliskiing y Sno-Cat en el bosque. Más de 80 km de senderos con caminos acondicionados para las motonieves y cabañas se encuentran en el Distrito de Fairfield, y 48 km de senderos en la División de Cassia.

### Carreteras escénicas

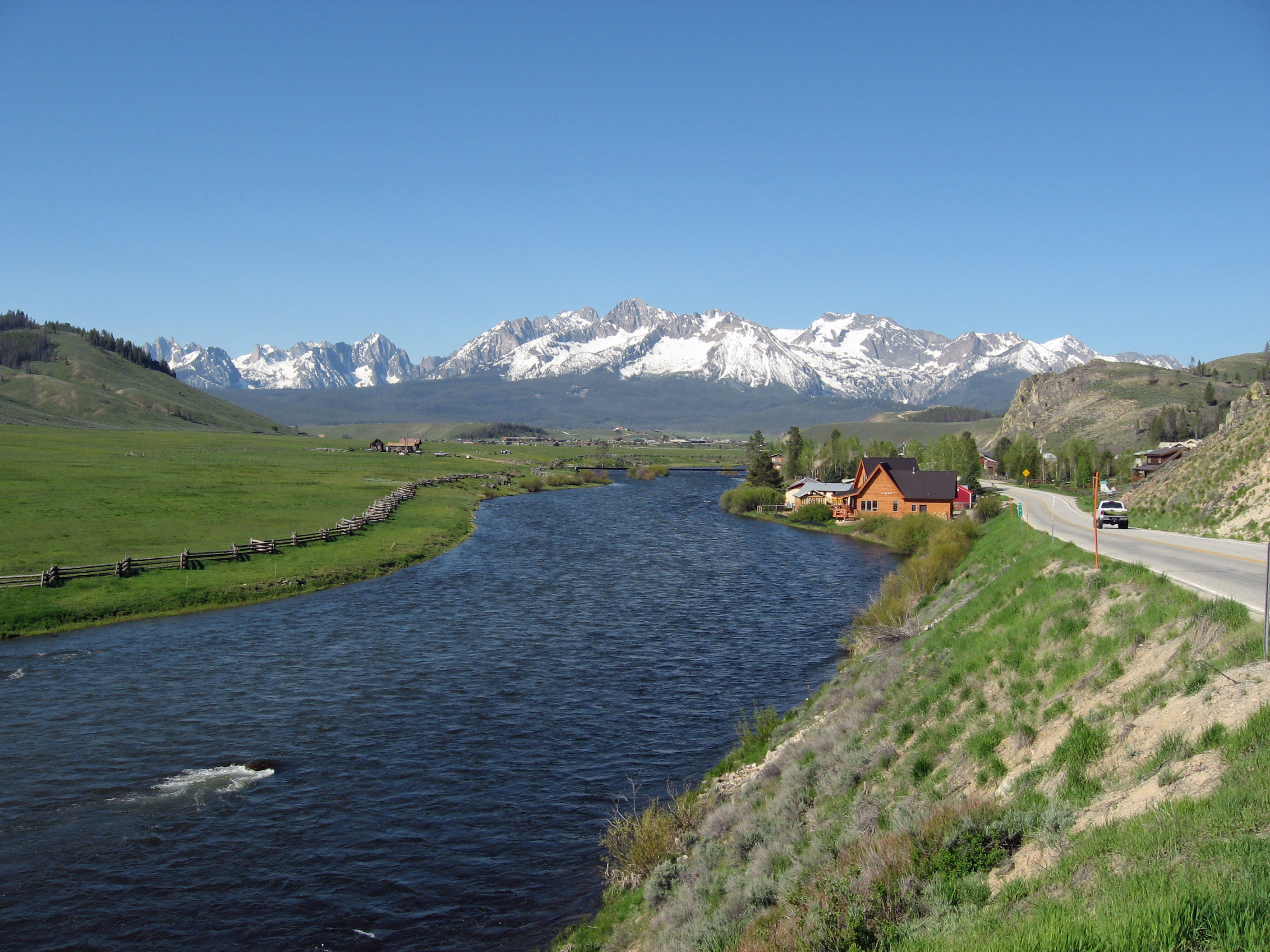
El río Salmón y las montañas Sawtooth a lo largo de la Carretera Estatal de Idaho 75 que se acerca a Stanley.

El bosque nacional Sawtooth es el hogar de cuatro carreteras escénicas de Idaho, tres de los cuales se cruzan en Stanley. La Carretera Estatal de Idaho 75 es designado como la carretera escénica de Sawtooth con 186,2 km desde Shoshone hasta el norte de Stanley. La autopista 75 que corre de Stanley a Challis y la U.S. Route 93 de Challis hasta la frontera de Montana se designa como la carretera escénica río Salmón de 260,2 km. La Carretera Estatal de Idaho 21 es el carretera escénica Ponderosa Pine de 210,7 km que conecta Stanley a Boise. La carretera escénica Backcountry Byway de City of Rocks sigue una serie de caminos de 79 km alrededor de las montañas Albion y a través de la reserva nacional City of Rocks en el extremo sur de las montañas Albion.

## Cultura popular
En el bosque nacional Sawtooth y en sus alrededores se han filmado varias películas, programas de televisión y documentales, en particular en la zona de Sun Valley. Algunas de las películas filmadas en Sun Valley son I Met Him in Paris (1937), Sun Valley Serenade (1941), y Bus Stop (1956). La película el jinete pálido de Clint Eastwood fue filmado en el Área de Recreación Nacional Sawtooth, sobre todo en las montañas Boulder a finales de 1984. Los créditos de apertura se rodaron al sur de Stanley frente a las montañas de Sawtooth.
El Área de Recreación Nacional Sawtooth fue uno de los escenarios de la película en 3D animada Alpha and Omega de 2010. A partir de 1986 las placas de matrícula de Idaho representan una cordillera que se pretende representar las montañas Sawtooth; en 1991 se revisaron las placas para representar con mayor precisión las montañas. La Idaho Division of Motor Vehicles de Idaho también creó una placa que representa el Área de Recreación Nacional Sawtooth.